# Hipparchia arseniae
Hipparchia arseniae är en fjärilsart som beskrevs av Gómez Bustillo och Suárez Garcia 1976. Hipparchia arseniae ingår i släktet Hipparchia och familjen praktfjärilar. Inga underarter finns listade i Catalogue of Life.